# 52P/Харрингтона — Эйбелла
Коме́та Ха́ррингтона — Эйбелла (52P/Harrington-Abell) — короткопериодическая комета из семейства Юпитера, которая была открыта 22 марта 1955 года американскими астрономами Робертом Харрингтоном и Джорджем Эйбеллом в Паломарской обсерватории с помощью 122-см телескопа им. Самуэля Ошина. Комета была описана как диффузный объект 17 m с центральной конденсацией и хвостом около 1° углового градуса. Открытие кометы было подтверждено наблюдениями 27 и 30 марта. На дату последнего наблюдения ядро кометы имело яркость 19,2 m и было окружено слабой комой. Комета обладает довольно коротким периодом обращения вокруг Солнца — чуть более 7,5 года.
- Орбита кометы Харрингтона — Эйбелла и её положение в Солнечной системе

## История наблюдений
Первый вариант орбиты по первым трём положениям кометы был вычислен 25 апреля 1955 года американским астрономом Leland E. Cunningham. Согласно этим расчётам дата перигелия была дана 18 декабря 1954 года, а орбитальный период составлял 7,01 года.
Из-за слабой яркости кометы, после обнаружения, за ней наблюдали всего дважды. Тем не менее в последующем, её удавалось обнаруживать практически в каждое возвращение, начиная с её первого восстановления 26 января 1962 года Аланом Макклюром. Дальнейшие возвращения комету наблюдали вблизи перигелия в 1962, 1969, 1976, 1983, 1991 и 2006 годах.
Проанализировав все наблюдаемые позиции кометы с 1955—1990 годы, японский астроном К. Мураока, предсказал, что в следующий раз комета пройдёт точку перигелия 27 января 1999 года. Ожидалось, что комета как и в предыдущие возвращения будет представлять собой едва различимый объект 21 — 22 m звёздной величины, но в этот раз она оказалась необычайно яркой. Когда 21 июля 1998 года французский астроном Ален Мори обнаружил комету, её яркость составляла целых 12,2 m. Столь необычная яркость данной кометы была подтверждена на следующую ночь и другими наблюдателями. Они оценивали её яркость в пределах от 10,9 до 11,8 m звёздной величины. При этом кома была до 3 ' минут дуги в поперечнике. Повышенная яркость кометы сохранялась в течение многих месяцев, и наблюдатели сообщали об общей величине около 11 m примерно к тому времени, когда комета прошла точку перигелий 27 января 1999 года. Комета медленно угасала в течение февраля, но в первой половине 1999 года ещё продолжала сохранять свою повышенную яркость, хотя к концу марта она окончательно опустилась ниже величины 12 m, а диаметр комы сократился до 2 ' угловых минут. К середине мая, когда предыдущие расчёты яркости указывали, что комета будет слабо светиться с магнитудой 19,5 m, большинство наблюдателей всё ещё сообщали, что яркость комета была между 12,7 и 13,0 m.
Одной из причин столь резкого роста яркости может быть тесное сближение с Юпитером, которое комета испытала в апреле 1974 года, когда пролетела всего в 0,04 а. е. (6 млн км) от планеты-гиганта, что увеличило период обращения кометы с 7,2 до 7,6 лет.
Однако, при возвращении в 2006 году комета опять вернулась к обычной яркости.